# Смута Сисигатани
Сисигатанское восстание (яп. 鹿ケ谷事件 сисигатани дзикэн, случай на Сисигатани) — неудавшееся восстание против правления Тайра-но Киёмори в Японии, произошедшее в июне 1177 года. Заговор раскрыли, мятежники были арестованы.
Восстание также известно в японском как сисигатани но имбо (яп. 鹿ケ谷の陰謀 сисигатани но имбо:, смута сисигатани). Сисигатани — место встречи заговорщиков, вилла Дзёкэн Хоина, расположенная в долине Сиси (сисигатани), в районе Киото Хигасияма.

## История
Сисигатанское восстание — самый известный инцидент в череде заговоров против Киёмори. Киёмори быстро захватил власть в 1160-х и скорее управлял императорским двором, чем служил ему. Киёмори отдал все высокие чины своим родственникам и организовал для них браки с членами императорской семьи. Киёмори много раз оскорблял и выступал в открытой оппозиции к инсэй-императору Го-Сиракава и клану Фудзивара.
Фудзивара-но Наритика, его сын Фудзивара-но Нарицунэ, Сайко (имя после пострига Фудзивары-но Моромицу), Тайра-но Ясуёри (хэй-хоган, лейтенант полиции), Тада-но Курандо Юкицуна (Гэндзи из провинции Сэтцу), а также монах Сюнкан собрались с несколькими союзниками на вилле в Сисигатани для организации заговора и свержения Киёмори и клана Тайра в целом.
Тада Юкицуна был шпионом Киёмори и сообщил о заговоре. Сайко пытали и казнили, чтобы подать урок монахам, выступавшим против Киёмори. Сюнкана, Ясуёри и Нарицунэ отправили в ссылку на остров Кикайгасима, его местоположение точно не известно. Затем Киёмори обличил Го-Сиракаву, который был в курсе заговора, отнял у того и клана Фудзивара несколько особняков и уволил нескольких чиновников, включая регента Фудзивара-но Мотофуса. Вакантные места заполнили родственники Киёмори.
Об этих событиях и их последствиях рассказывает роман Повесть о доме Тайра и несколько более мелких работ, постановки Но Сюнкан и бунраку (кукольный театр) Хэйкэ Нёго-га-Сима, рассказывающих о сосланных на Кикайгасиму мятежниках.